# Хиршфельд (Хунсрюк)
Хиршфельд (нем. Hirschfeld) — община в Германии, в земле Рейнланд-Пфальц.
Входит в состав района Рейн-Хунсрюк. Подчиняется управлению Кирхберг. Население составляет 298 человек (на 31 декабря 2010 года). Занимает площадь 5,09 км².